# تمثال أنطون تشيخوف
تمثال أنطون تشيخوف، هو منحوتة من روستوف على نهر الدون (روسيا) أقيمت بمناسبة 150 عام من عيد ميلاد الكاتب المتواجد عند تقاطع شارعي تشيخوف وبوشكين.

## تاريخ
في مدينة تاغانروغ توجد الكثير من المعالم والتماثيل للكاتب تشيخوف. ولد في تاغانروغ ويوجد احتمال كبير أن الكاتب زار مدينة روستوف في صغره لأن أبوه وجده عاشوا فيها. في 2008 الحكومة المحلية ل روستوف-نا-دونو اتخذت قرارا بتكريم ذكرى أنطون تشيخوف بنصب التمثال التذكاري. لم يتم تحديد موقع النصب على الفور. تم النظر في عدة خيارات مثل المنطقة القريبة من منزل التاجر ماكسيموف الذي يعتبر متحفا عند تقاطع شارعي ستانيسلافسكي وسماشكو، وبالقرب من دار الكتاب وعلى شارع بوشكينسكايا بالقرب من المكتبة العامة.
تم افتتاح النصب التذكاري في 28 يناير 2010 في حضور محافظ لأوبلست روستوف بيدريك والمير لي روستوف علي نهر الدون تشيرنيتشيف.

## وصف
يبلغ ارتفاع النصب البرونزي على قاعدة من الجرانيت الأحمر 2.5 متر ويمثل تشيخوف متكئًا على السور. التمثال من عمل النحات اناطولي سكنارين الذي لديه أعمال أخرى في نفس المدينة.